# 에브리띵 윌 비 파인
《에브리띵 윌 비 파인》(Every Thing Will Be Fine)은 2015년에 공개된 드라마 영화이다. 빈 베너스가 감독을 맡았다. 제임스 프랭코, 샤를로트 갱스부르, 마리조제 크로즈, 로버트 네일러, 파트리크 보쇼, 피터 스토메어, 레이철 매캐덤스 등이 출연한다.

## 출연

### 주연
- 레이첼 맥아담스
- 제임스 프랭코

### 조연
- 피터 스토메어
- 샤를로뜨 갱스부르
- 마리 조지 크로즈
- 잭 풀턴
- 패트릭 보초우
- 줄리아 사라 스톤
- 로버트 네이러
- 릴라 피츠제럴드

## 기타
- 총괄프로듀서: 빈스 조리벳
- 프로듀서: 지안 피에로 링겔
- 공동프로듀서: 제시카 애스크
- 공동프로듀서: 로널드 길버트
- 공동프로듀서: 데이빗 그룸바크
- 공동프로듀서: 스티븐 말먼
- 공동프로듀서: 제레미 토머스
- 라인프로듀서: 피터 헤르만
- 미술: 엠마누엘 프레쳇테
- 특수효과: 라이얼 코스그로브
- 의상: 소피 르페브르